# La Torre del Rico
La Torre del Rico (oficialment en castellà, Torre del Rico) és un llogaret de l'altiplà valencianoparlant del Carxe, al municipi murcià de Jumella, al nord de la serra de Barinas. El poble té uns 99 habitants (INE 2009).

## Geografia
Està situat al nord de la muntanya de l'Asiento, a 3,5 km de la Canyada de l'Alenya, a 2 km del límit amb el terme del Pinós (Vinalopó Mitjà) i a 12,7 km d'aquest poble. Així mateix, la capital del municipi, Jumella, queda més lluny, a 30 km de la Torre del Rico.

## Història
Són poques les dades concretes que es coneixen fins a la construcció de la torre que li dona nom poble, del segle xiv. La història de la Torre del Rico es vincula als avatars de la història de les terres del Carxe. En el període de l'antiguitat, quan Jumella va passar a pertànyer a l'Imperi Romà, les seues terres de cultiu van ser quadriculades i distribuïdes entre els legionaris llicenciats. Els romans van mostrar la seua predilecció per esta terra, en la qual l'agricultura donava abundància d'aliments.
En l'època musulmana, esta zona es reduïa a un grup de masos? dispersos. Al segle XIII, quan Alfons X el Savi lliura Jumella a un dels seus col·laboradors, el nombre de pobladors devia ser molt reduït i viurien al voltant de la fortalesa més propera. Els nous pobladors cristians es dedicarien a activitats ramaderes, i quedà en un segon pla el conreu dels camps. Pel que fa a l'origen dels nous repobladors de principis del segle XIV, serien en major mesura castellans, encara que també hi hauria un xicotet contingent de catalans i valencians.
Després de la mort d'Alfons X, Castella es va veure sumida per les lluites entre els aspirants al tron, de les quals va traure partit la corona d'Aragó, que va entrar en una guerra contra Castella i va envair el Regne de Múrcia. La ubicació fronterera a la qual es va veure exposada Jumella va portar no pocs conflictes de frontera entre Castella i  Aragó, cosa que va fer del territori murcià una marca fronterera, un territori no exempt de perills, deshabitat i insegur, en el qual van sorgir grans espais abandonats per complet per l'ésser humà. Les terres de Jumella formaren part del marquesat de Villena des del segle xv. Els marquesos van fomentar l'agricultura, la ramaderia, el comerç i les construccions religioses a Jumella.
Al segle xvi, es construeix la torre, al voltant de l'any 1573, l'únic edifici antic del Carxe. La fortificació va ser construïda per Antoni Rico. Es tracta d'una torre de repoblació, una fortificació destinada a protegir els habitants del lloc, pastors i agricultors, en cas d'un atac. Resultava imprescindible un lloc de refugi i defensa dels veïns en cas de perill. Però, existeix també un altre factor, generalment menys tingut en compte, al qual respon la construcció de la torre d'Antoni Rico, i és que, en si mateixa, és un símbol de poder. És a dir, estem davant un exemple de l'arquitectura de les aparences, o la idea provocada de mostrar a qui contemplara la fortificació, que visquera a la rodalia o que s'establira com a colon als camps circumdants, de qui era la mà que controlava el territori i, en definitiva, qui podia exercir certes facultats potestatives.
Després de l'expulsió dels moriscos en el segle xvii, els territoris fronterers quedaren despoblats. Estes terres foren dedicades a la pastura en el segle xix. Més tard es van explotar agrícolament. Des d'aleshores, van ser objecte d'una intensa immigració de llauradors valencians provinents de les valls del Vinalopó, que van portar fins ací la seua llengua materna, que encara es continua parlant al poble.

## Economia
Els habitants de la Torre del Rico es dediquen, com a la majoria dels poblets del Carxe, a l'agricultura de la vinya. Cal destacar la denominació d'origen Jumella, amb la varietat monastrell, que és la varietat de raïm que millor s'ha adaptat al llarg del temps a les condicions climàtiques i de sòl d'estes terres; representa més del 80% de les vinyes de la denominació i la quasi totalitat del paisatge dels voltants de la Torre del Rico.

## La torre del Rico
La torre del Rico, que dona nom a la població, és una construcció defensiva construïda a l'últim terç del segle xvi per a facilitar la repoblació dels camps circumdants. Es tracta, per tant, d'una edificació feta amb una intencionalitat molt concreta. D'una banda, donar seguretat a pastors i agricultors en cas de perill i, per altra, com a símbol de poder del seu propi amo sobre les seues terres i colons.
Fou restaurada l'any 2000 per a usos socials i culturals, per la qual cosa presenta un excel·lent grau de conservació i permet que hui es puga contemplar un magnífic exemple de fortificació rural moderna. Va ser declarada monument històric artístic el 24 de setembre de 1982, i hui es troba declarada Bé d'Interés Cultural per la Disposició addicional segona de la Llei 16/1985, de 25 de juny del Patrimoni Històric espanyol. La fortificació es localitza enclavada sobre una suau lloma que controla una extensa planura delimitada per la serra del Carxe. El poble rep el nom de la construcció defensiva.
A la Torre del Rico (i a tot el Carxe en general), és la construcció més significativa, i la seua façana major presidix una xicoteta plaça que permet contemplar els elements més importants d'esta singular fortificació. Els accessos als seus exteriors resulten molt fàcils, encara que generalment el seu interior sol estar tancat per a la seua millor custòdia.

## Festes
Les festes més celebrades a la Torre del Rico són les dedicades en honor de la seua patrona la Mare de Déu del Remei, a la veïna Canyada del Trigo, del 3 al 15 d'agost.